# De diepte
De diepte è un singolo della cantautrice olandese S10, pubblicato il 3 marzo 2022 su etichetta discografica Noah's Ark come secondo estratto dal quinto album in studio Ik besta voor altijd zolang jij aan mij denkt.

## Descrizione
Il 7 dicembre 2021 è stato confermato che l'emittente pubblica olandese AVROTROS ha selezionato S10 internamente come rappresentante nazionale all'Eurovision Song Contest 2022. De diepte, scritto a quattro mani dall'artista con il produttore Arno Krabman, è stato svelato come suo brano eurovisivo il 3 marzo 2022 durante un'esibizione dal vivo al Teatro Tuschinski di Amsterdam. Si tratta della prima canzone in lingua olandese all'Eurovision dall'edizione del 2010. Due giorni dopo, la cantante ha eseguito la sua prima performance televisiva di De diepte durante il programma Matthijs gaat door su NPO 1.
Nel maggio successivo, dopo essersi qualificata dalla prima semifinale, S10 si è esibita nella finale eurovisiva, dove si è piazzata all'11º posto su 25 partecipanti con 171 punti totalizzati.

## Tracce
Testi e musiche di Stien den Hollander e Arno Krabman.
1. De diepte – 2:56

## Classifiche

### Classifiche settimanali
| Classifica (2022) | Posizione massima |
| ----------------- | ----------------- |
| Belgio (Fiandre)  | 4                 |
| Grecia            | 60                |
| Islanda           | 9                 |
| Lituania          | 8                 |
| Paesi Bassi       | 1                 |
| Svezia            | 44                |

### Classifiche di fine anno
| Classifica (2022) | Posizione |
| ----------------- | --------- |
| Belgio (Fiandre)  | 96        |
| Paesi Bassi       | 26        |